# Karpacz Górny
Karpacz Górny (1946–2017 Bierutowice, niem. Brückenberg) – część miasta Karpacz (województwo dolnośląskie), granicząca z Karkonoskim Parkiem Narodowym. Dawniej samodzielna wieś, sąsiadująca z Karpaczem. Główną oś jednostki osadniczej stanowi ulica Karkonoska (przed 1945 zwana Brückenberger Chaussee). Przystanek końcowy autobusów z Jeleniej Góry, Wrocławia i Gorzowa Wielkopolskiego do Karpacza; punkt wyjścia w najwyższe partie Karkonoszy.

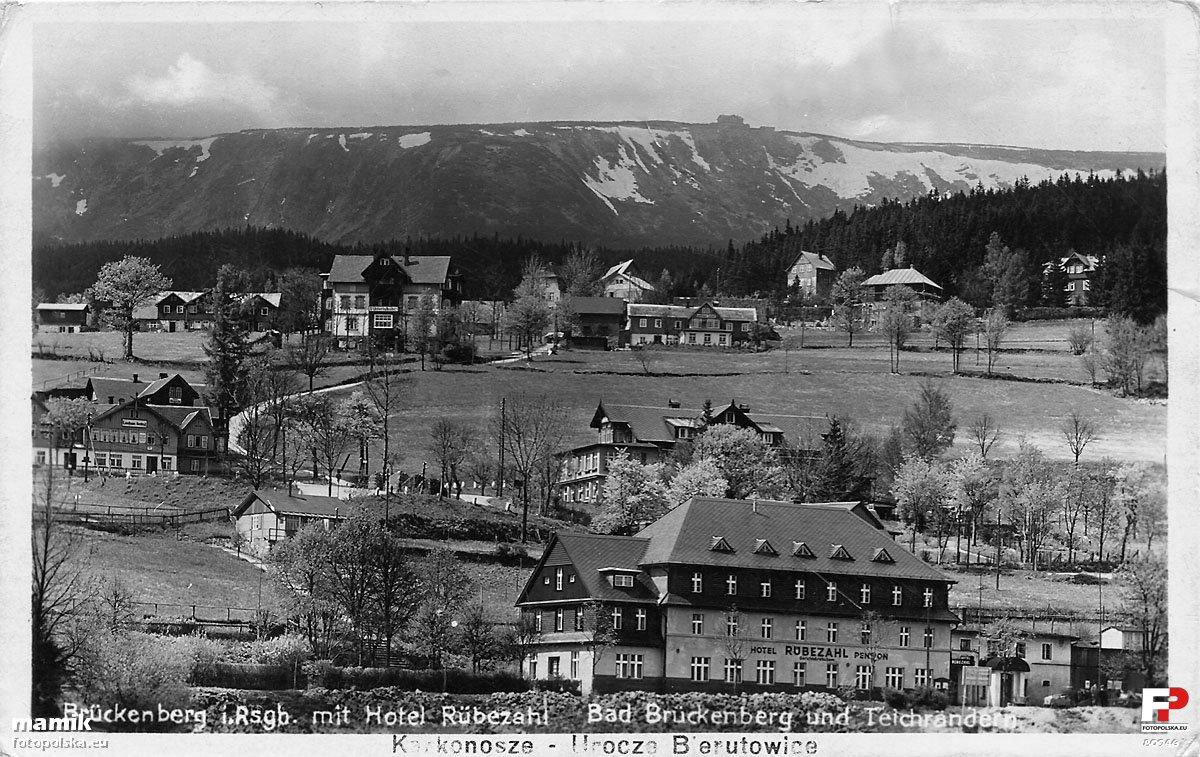
Brückenberg 1930–1944

## Położenie
Jest to część Karpacza obejmująca obszar ograniczony od wschodu ul. Świerkową i jej przedłużeniem do granicy Karkonoskiego Parku Narodowego, od południa i zachodu granicą Karkonoskiego Parku Narodowego, od północy granica biegnie ścieżką bez nazwy między ulicami Rybacką i Świętokrzyską a następnie poprzez otwarte tereny po południowej stronie Husyckiej Góry. Leży w północnej części Karkonoszy między Świerkowcem na zachodzie, szczytami Saneczkowa i Husycka Górka na wschodzie, szczytem Czoło na północy oraz doliną Łomnicy na południu.
Jest to najwyżej położona część Karpacza. Południową granicę stanowi rzeka Łomnica. W północnej części płynie Dziki Potok.
Średnie wartości roczne: ciśnienie atmosferyczne 913,6 hPa (najwyższe we wrześniu 916,8 hPa; najniższe w marcu 910,4 hPa); temperatura powietrza +4,5 °C; opady 1 233 mm; wilgotność względna 84%; stopień zachmurzenia 6,7/10; dni pogodnych 31,9; dni pochmurnych 139,7; dni deszczowych (z opadem >1,0 mm/dobę) 144,5; dni burzowych 23,3.

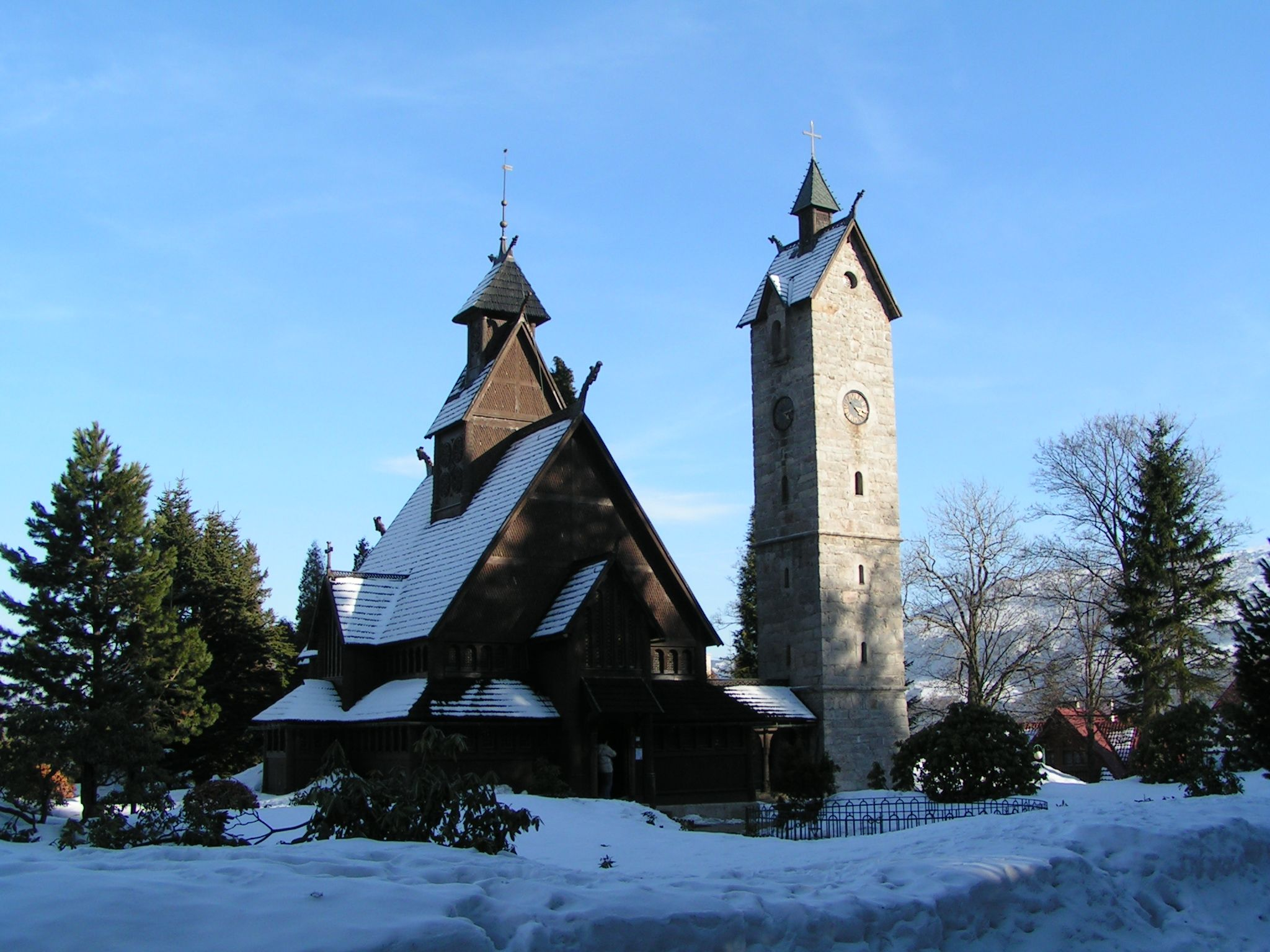
Świątynia Wang

## Historia
Powstanie osady datowane jest na 1635, kiedy to w górskich dobrach Schaffgotschów osiedliło się 20 rodzin uciekinierów religijnych z Czech. W podobny sposób powstała Przesieka (1618), Karpacz (1623), Borowice (1644), Zachełmie (1650), Jagniątków (1678) oraz Budniki. Religijna geneza wsi przyczyniła się do tego, że do 1945 była ona ostoją protestantyzmu.
Osada powstała przy istniejącym już w średniowieczu szlaku zwanym Śląską Drogą (początek najprawdopodobniej w XII w.), łączącym Śląsk z Czechami. Stąd też wyruszano w kierunku Śnieżki oraz znajdującej się na niej kaplicy św. Wawrzyńca. W XVIII w. osada wraz z Borowicami, Wilczą Porębą, Budnikami oraz z pojedynczymi budami rozrzuconymi na głównym grzbiecie Karkonoszy w okolicach Śnieżki wchodziła w skład tzw. Gebirgsbauden, czyli zbiorowej gminy górskiej, powstałej 15 (lub 17) listopada 1735, a będącej własnością Schaffgotschów z Cieplic. Siedzibą władz gminy stała się karczma sądowa w dzisiejszym domu wczasowym „Morskie Oko”, stanowiąca do momentu wybudowania Świątyni Wang centrum życia wsi. Drugim ośrodkiem zabudowy o nazwie Nowe Domy (Neuhäuser) były okolice obecnej pętli autobusowej Karpacz Górny, gdzie poza licznymi budami pasterskimi znajdowała się leśniczówka oraz powstała w 1668 gospoda „Brotbaude” (obecnie ośrodek wypoczynkowy „Stokrotka”; nazwa niemiecka pochodziła od chleba bądź nazwiska pierwszego gospodarza, pierwszą wzmiankowaną nazwą gospody była Krebsbaude). W 1747 w miejscowości naliczono 66 zagrodników i chałupników, których dzieci od 1782 mogły uczęszczać do szkoły. Do Karpacza Górnego należały w tym czasie rozległe połacie Karkonoszy i Pogórza Karkonoskiego, wraz z Małym oraz Wielkim Stawem, Polaną oraz Grabowcem. Tutejszy młyn, wzmiankowany w 1736, został w 1844 zniszczony przez powódź wywołaną lawiną, która zeszła do Wielkiego Stawu i w późniejszym okresie nie został odbudowany. W 1782 żyło tu 50 osób, w 1825 – 732, w 1933 – 906.
Przełomowym momentem w dziejach wsi było wzniesienie z inicjatywy króla Prus Fryderyka Wilhelma IV oraz hrabiny von Reden sprowadzonego z Norwegii drewnianego kościółka, który poświęcono dnia 28 lipca 1844. Powstanie świątyni Wang spowodowało wzmożenie ruchu turystycznego oraz powstanie szeregu inwestycji służących turystyce. Istniejące tu od początku XVII wieku budy pasterskie nie mogły już sprostać obsłudze przybywających gości (ponad 7 tys. osób w sezonie letnim ok. 1913 r.), dlatego w 1869 w pobliżu kościółka Wang zbudowano 23-pokojowy hotel, po którym wzniesiono kolejne obiekty (Hotel Germania i Villa Austria – późniejszy Waldschloss, obecnie Leśny Zamek (1890); Sanssouci – obecnie nieczynna Urocza (ok. 1900); Franzenshöh – obecny DW Architekton). W 1867 wytyczono 3-metrowej szerokości drogę z Karpacza, którą w 1900 przedłużono w kierunku Sosnówki i Borowic. W 1909 powstał tor bobslejowy, a w 1912 (bądź 1920) skocznia narciarska Graf Friedrich o punkcie K-30. Miejscowość połączona była ze stacją w Karpaczu za pomocą omnibusów. Projektowane przedłużenie istniejącej linii kolejowej Riesengebirgsbahn z Mysłakowic do Karpacza przez Karpacz Górny w kierunku Równi pod Śnieżką nie zostało zrealizowane z powodu wybuchu I wojny światowej.
Według stanu z 1 lipca 1952, Bierutowice były jedną z 7 gromad, które tworzyły gminę Karpacz. W tym samym roku wzniesiono tu tzw. Młyn Miłości. W 2012 nastąpiła jego renowacja, w wyniku której powstała replika młyna wodnego napędzanego pompą ręczną, natomiast dotychczasowy obiekt w formie wiatraka przeniesiono na teren posesji przy ul. Karkonoskiej 33, na której umieszczono również makietę starego obserwatorium na Śnieżce.
W związku z reformą administracyjną jesienią 1954 Bierutowice i Karpacz utworzyły gromadę Karpacz.
13 listopada 1954, po pięciu tygodniach, gromadę Karpacz zniesiono w związku z nadaniem jej statusu osiedla, przez co Bierutowice stały się integralną częścią Karpacza. 31 grudnia 1959 osiedle Karpacz otrzymało status miasta w związku z czym co Bierutowice stały się obszarem miejskim.

## Nazwa
Niemiecka nazwa osady brzmiała Brückenberg. Spotyka się tłumaczenie tej nazwy na język polski jako Mostowa Góra lub osada na Mostowej Górze, nazwa taka używana była zresztą bezpośrednio po II wojnie światowej obok drugiej obowiązującej wówczas nazwy Korczakowo, upamiętniającej pobyt w Karpaczu dzieci osieroconych w wyniku wojny.
19 maja 1946 ustalono urzędowo w polskim brzmieniu nazwę Bierutowice. Nazwa Bierutowice pochodziła od nazwiska Bolesława Bieruta – pierwszego przywódcy Polski Ludowej, prezydenta RP w latach 1944–1952 (z przerwą w 1947).
Od 1989, a jak podają inne źródła od 1991 dla tej części miasta Karpacza powszechnie stosuje się nazwę Karpacz Górny – jednak do 2018 nie była przyjęta formalnie, co spotykało się z protestami środowisk krajoznawczych (np. prof. K. Mazurskiego).
W 2007 Rada Miejska w Karpaczu uchwaliła przeprowadzenie konsultacji projektu zmiany nazwy urzędowej części miasta Karpacz z nazwy Bierutowice na nazwę Karpacz Górny. Z przyczyn formalnych uchwała ta do 2016 nie została wykonana. Według przewodniczącej Komisji Nazw Miejscowości i Obiektów Fizjograficznych, prof. Barbary Czopek-Kopciuch, władze miasta zgłaszały w 2011 zamiar zmiany nazwy tej części miasta, jednak formalnego wniosku nie złożyły. Konsultacje w sprawie zmiany władze Karpacza przeprowadziły dopiero w grudniu 2016. Udział w nich wzięło zaledwie 30 osób z 642 uprawnionych, przy czym 26 opowiedziało się za zmianą obowiązującej urzędowo nazwy.
1 stycznia 2018 zmieniono urzędowo nazwę Bierutowice na Karpacz Górny.

## Zabytki
Do wojewódzkiego rejestru zabytków wpisane są obiekty zespołu kościoła „Wang”: 
- kościół ewangelicki, drewniany, norweski z początku XIII wieku, przeniesiony na obecne miejsce w latach 1842–45,
- cmentarz z murem oporowym.

W obrębie zespołu świątyni znajduje się również pastorówka z 1842.

## Stacja meteorologiczna
W okresie powojennym umiejscowiono tutaj, na wysokości 860 m n.p.m., klimatologiczną stację meteorologiczną. W latach 1891–1930 stacja posiadała inną lokalizację, w pobliżu świątyni Wang na wysokości 872 m n.p.m., 50°47′N 15°44′E/50,783333 15,733333.